# Michael Booker
Michael Booker (né le 16 avril 1937 à Islington en Angleterre), est un ancien patineur artistique britannique. Il a été six fois champion de Grande-Bretagne, et double vice-champion d'Europe en 1955 et 1956.

## Biographie

### Carrière sportive
Michael Booker a dominé le patinage artistique masculin de son pays en devenant six années consécutives champion de Grande-Bretagne entre 1953 et 1958.
Sur le plan international, il a remporté trois médailles européennes sur six participations. Il devient deux fois vice-champion d'Europe derrière le Français Alain Giletti, en 1955 à Budapest et en 1956 à Paris. Il obtient également une médaille de bronze en 1957 à Vienne. Aux championnats du monde, sa meilleure prestation est une 5e place aux championnats du monde de 1956 à Garmisch-Partenkirchen.
Il a également représenté le Royaume-Uni une fois aux Jeux olympiques d'hiver de 1956 à Cortina d'Ampezzo et s'est classé à la 5e place olympique.
Il décide d'arrêter le patinage amateur en 1958 après une 4e place européenne à Bratislava et une 8e place mondiale à Paris.

## Palmarès
| Compétition                     | 1953 | 1954 | 1955 | 1956 | 1957 | 1958 |  |  |  |  |  |  |  |  |  |
| Jeux olympiques d'hiver         |      |      |      | 5e   |      |      |  |  |  |  |  |  |  |  |  |
| Championnats du monde           | 9e   | 6e   | 6e   | 5e   | 10e  | 8e   |  |  |  |  |  |  |  |  |  |
| Championnats d’Europe           | 4e   | 4e   | 2e   | 2e   | 3e   | 4e   |  |  |  |  |  |  |  |  |  |
| Championnats de Grande-Bretagne | 1er  | 1er  | 1er  | 1er  | 1er  | 1er  |  |  |  |  |  |  |  |  |  |
|                                 |      |      |      |      |      |      |  |  |  |  |  |  |  |  |  |